# Wilhelm Knelangen
Wilhelm Knelangen (* 1971 in Friesoythe) ist ein deutscher Politikwissenschaftler.

## Leben
Nach Abitur 1990 am Albertus-Magnus-Gymnasium studierte Knelangen Politikwissenschaft, Neuere und Neueste Geschichte und Publizistik an der Westfälischen Wilhelms-Universität in Münster. Von 1995 bis 1996 war er Referent für Hochschulpolitik und stellvertretender Vorsitzender des Allgemeinen Studierenden-Ausschusses der Universität Münster. Er wurde 2001 im Fachbereich Sozialwissenschaften an der Universität Osnabrück promoviert. Im Sommersemester 2006 vertrat er ebendort eine Professur für Politikwissenschaft. Mit Beginn des Wintersemesters 2001/2002 war er als wissenschaftlicher Assistent an der Christian-Albrechts-Universität zu Kiel tätig. Seit 2006 ist er am selbigen Ort Akademischer Rat. Seit 2017 gehört er zum Vorstand der Deutschen Gesellschaft für Politikwissenschaft. Zum Wintersemester 2017/2018 wurde er zum außerplanmäßigen Professor ernannt. Seit 2023 ist Knelangen als Herausgeber an der Ferdinand Tönnies Gesamtausgabe beteiligt.
Knelangen ist verheiratet und Vater dreier Kinder.

## Forschungsschwerpunkte
- Europäische Integration
- Innere und äußere Sicherheit der Europäischen Union
- Terrorismus und Terrorismusbekämpfung in Deutschland und der EU
- Geschichte der Kieler Politikwissenschaft

## Mitgliedschaften
- Deutsche Vereinigung für Politikwissenschaft (DVPW)
- Deutsche Gesellschaft für Politikwissenschaft (DGfP)
- Arbeitskreis Europäische Integration (AEI)
- Michael-Freund-Gesellschaft (Vorsitzender)

## Veröffentlichungen
- Innere Sicherheit im Integrationsprozess. Die Entstehung einer europäischen Politik der inneren Sicherheit. VS Verlag für Sozialwissenschaften, Opladen 2001, ISBN 3-8100-3101-1.
- zusammen mit Johannes Varwick (Hrsg.): Neues Europa – alte EU? Fragen an den europäischen Integrationsprozess. VS Verlag für Sozialwissenschaften, Opladen 2003, ISBN 978-3-8100-4127-2.
- zusammen mit Jana Windwehr, Andrea Gawrich: Sozialer Staat – soziale Gesellschaft? Stand und Perspektiven deutscher und europäischer Wohlfahrtsstaatlichkeit. Lehmanns, Opladen 2009, ISBN 3-86649-203-0.
- zusammen mit Utz Schliesky (Hrsg.): Friedrich Christoph Dahlmann (1785–1860). Husum Verlag, Husum 2012, ISBN 978-3-89876-625-8.
- zusammen mit Tine Stein (Hrsg.): Kontinuität und Kontroverse. Die Geschichte der Politikwissenschaft an der Universität Kiel. Klartext, Essen 2013, ISBN 978-3-8375-0763-8.
- zusammen mit Birte Meinschien (Hrsg.): »Lieber Gayk! Lieber Freund!« Der Briefwechsel zwischen Andreas Gayk und Michael Freund von 1944 bis 1954. Ludwig, Kiel 2015, ISBN 978-3-86935-269-5.
- zusammen mit Andrea Gawrich (Hrsg.): Globale Sicherheit und die Zukunft politischer Ordnung, Verlag Barbara Budrich, Opladen 2017, ISBN 978-3-8474-2071-2.
- zusammen mit Friedhelm Boyken (Hrsg.): Politik und Regieren in Schleswig-Holstein. Grundlagen – politisches System – Politikfelder und Probleme, Springer, Wiesbaden 2019, ISBN 978-3-6582-5747-7.